# Yaroslav Stetsko
Yaroslav Stetskó (Jarosław Stećko en polaco, Ярослав Стецько en ucraniano), (19 de enero de 1912, Tarnópol, Galitzia, Imperio austrohúngaro (ahora Ternópil, Ucrania) - 5 de julio de 1986, Múnich, Alemania Occidental) fue un líder de la Organización de Nacionalistas Ucranianos.

## Desarrollo

### Entre guerras
En 1929-1934, estudió filosofía en las universidades de Leópolis y de Cracovia en la Segunda República Polaca. En la década de 1930, se convirtió en uno de los líderes de la Organización de Nacionalistas Ucranianos (OUN).

### Segunda Guerra Mundial
Durante la Segunda Guerra Mundial, a raíz de invasión de la URSS por los nazis alemanes, la facción Oun-B (dirigido por Stepán Bandera) proclamó la independencia de Ucrania en Leópolis el 30 de junio de 1941, con Yaroslav Stetskó como primer ministro.  Después de doce días, todos los miembros de este gobierno fueron detenidos por los alemanes.  Bandera y Stetsko fueron enviados a Berlín y luego al campo de concentración Zellenbau-Sachsenhausen, donde se juntaron con presos políticos, tales como Kurt Schuschnigg, Édouard Daladier o Stefan Rowecki. Stetskó se mantuvo allí hasta diciembre de 1944, y fue liberado cuando Alemania decidió formar el Ejército Nacional de Ucrania encabezada por el general Pavló Shandruk.

### Posguerra

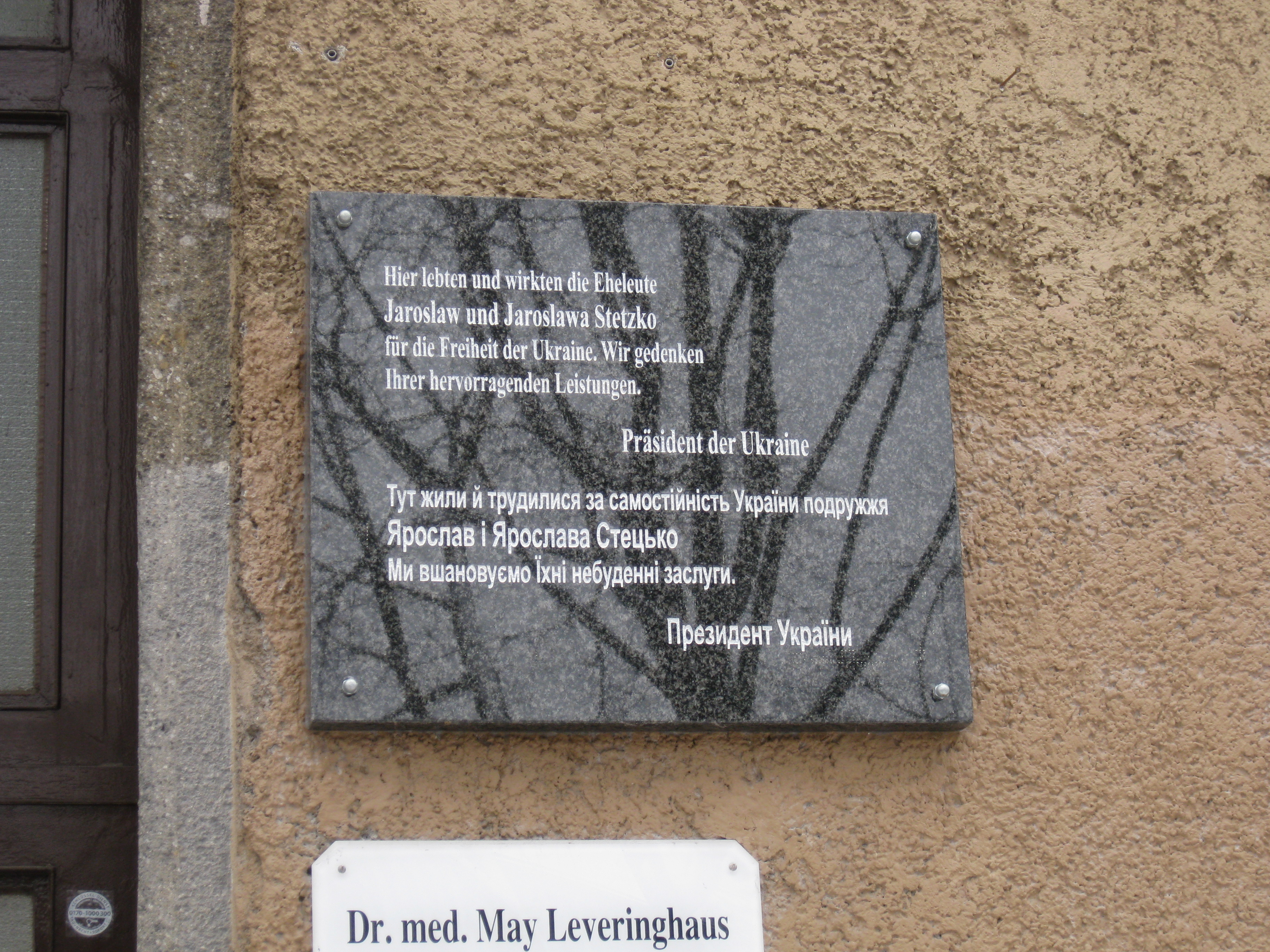
Placa conmemorativa de Yaroslav Stetskó y su mujer en Múnich, Zeppelinstrasse

Tras la Segunda Guerra Mundial, vivió en Múnich. Ayudó a la CIA a formar el Bloque de Naciones Antibolcheviques.
- Datos: Q2620128
- Multimedia: Yaroslav Stetsko / Q2620128